# Saison 2024 de l'équipe cycliste masculine Visma-Lease a Bike
La saison 2024 de l'équipe cycliste Visma-Lease a Bike est la vingt-neuvième de cette équipe.

## Coureurs et encadrement technique

### Effectif
| Coureur                | Date de Nais.     | Nationalité     | Équipe en 2023          | Vict. | Cont.                     | Maillot dist.      |
| ---------------------- | ----------------- | --------------- | ----------------------- | ----- | ------------------------- | ------------------ |
| Edoardo Affini         | 24 juin 1996      | Italie          | Jumbo-Visma             | 1     | 01/2021 - 12/2026         | - Contre-la-montre |
| Tiesj Benoot           | 11 mars 1994      | Belgique        | Jumbo-Visma             | 0     | 01/2022 - 12/2025         |                    |
| Koen Bouwman           | 2 décembre 1993   | Pays-Bas        | Jumbo-Visma             | 2     | 01/2016 - 12/2024         |                    |
| Robert Gesink          | 31 mai 1986       | Pays-Bas        | Jumbo-Visma             | 0     | 01/2007 - 12/2024         |                    |
| Thomas Gloag           | 13 septembre 2001 | Grande-Bretagne | Jumbo-Visma             | 0     | 01/2023 - 12/2025         |                    |
| Per Strand Hagenes     | 10 juillet 2003   | Norvège         | Jumbo-Visma Development | 0     | 01/2024 - 12/2027         |                    |
| Michel Hessmann        | 6 avril 2001      | Allemagne       | Jumbo-Visma             | 0     | 01/2022 - 12/2024         |                    |
| Matteo Jorgenson       | 1er juillet 1999  | États-Unis      | Movistar                | 2     | 01/2024 - 12/2026         |                    |
| Wilco Kelderman        | 25 mars 1991      | Pays-Bas        | Jumbo-Visma             | 0     | 01/2023 - 12/2025         |                    |
| Olav Kooij             | 17 octobre 2001   | Pays-Bas        | Jumbo-Visma             | 8     | 02/2021 - 12/2025         |                    |
| Steven Kruijswijk      | 7 juin 1987       | Pays-Bas        | Jumbo-Visma             | 0     | 01/2010 - 12/2025         |                    |
| Sepp Kuss              | 13 septembre 1994 | États-Unis      | Jumbo-Visma             | 2     | 01/2018 - 12/2027         |                    |
| Christophe Laporte     | 11 décembre 1992  | France          | Jumbo-Visma             | 1     | 01/2022 - 12/2026         |                    |
| Bart Lemmen            | 14 octobre 1995   | Pays-Bas        | Human Powered Health    | 0     | 01/2024 - 12/2027         |                    |
| Johannes Staune-Mittet | 18 janvier 2002   | Norvège         | Jumbo-Visma Development | 0     | 01/2024 - 12/2024         |                    |
| Jan Tratnik            | 23 février 1990   | Slovénie        | Jumbo-Visma             | 1     | 01/2023 - 12/2024         |                    |
| Ben Tulett             | 26 août 2001      | Grande-Bretagne | Ineos Grenadiers        | 0     | 01/2024 - 12/2025         |                    |
| Cian Uijtdebroeks      | 28 février 2003   | Belgique        | Bora-Hansgrohe          | 0     | 01/2024 - 12/2027         |                    |
| Milan Vader            | 18 février 1996   | Pays-Bas        | Jumbo-Visma             | 0     | 01/2022 - 12/2024         |                    |
| Attila Valter          | 12 juin 1998      | Hongrie         | Jumbo-Visma             | 1     | 01/2023 - 12/2025         | - Route            |
| Wout van Aert          | 15 septembre 1994 | Belgique        | Jumbo-Visma             | 5     | 03/2019 - Fin de carrière |                    |
| Dylan van Baarle       | 21 mai 1992       | Pays-Bas        | Jumbo-Visma             | 0     | 01/2023 - 12/2025         |                    |
| Loe van Belle          | 24 janvier 2002   | Pays-Bas        | Jumbo-Visma Development | 0     | 01/2024 - 12/2026         |                    |
| Tosh Van der Sande     | 28 novembre 1990  | Belgique        | Jumbo-Visma             | 0     | 01/2022 - 12/2025         |                    |
| Mick van Dijke         | 15 mars 2000      | Pays-Bas        | Jumbo-Visma             | 0     | 09/2021 - 12/2024         |                    |
| Tim van Dijke          | 15 mars 2000      | Pays-Bas        | Jumbo-Visma             | 0     | 01/2022 - 12/2024         |                    |
| Julien Vermote         | 26 juillet 1989   | Belgique        | Sans Club               | 0     | 01/2024 - 12/2025         |                    |
| Jonas Vingegaard       | 10 décembre 1996  | Danemark        | Jumbo-Visma             | 9     | 01/2019 - 12/2028         |                    |

### Encadrement technique
| Poste                          | Identité |
| ------------------------------ | --- |
| Manager général                | Richard Plugge |
| Directeur sportif              | Merijn Zeeman |
| Assistants directeurs sportifs | Addy Engels, Arthur van Dongen, Frans Maassen, Grischa Niermann, Jan Boven, Maarten Wynants, Marc Reef, Mathieu Heijboer, Michał Szyszkowski, Robert Wagner, Sierk-Jan de Haan |

## Champions nationaux, continentaux et mondiaux
| Date              | Course                                                   | Maillot | Coureurs       | Pays     | Lieu        |
| ----------------- | -------------------------------------------------------- | ------- | -------------- | -------- | ----------- |
| 23 juin 2024      | Championnat de Hongrie de cyclisme sur route             |         | Attila Valter  | Hongrie  | Pannonhalma |
| 11 septembre 2024 | Championnat d'Europe du contre-la-montre                 |         | Edoardo Affini | Belgique | Hasselt     |
| 12 septembre 2024 | Championnats d'Europe - Contre-la-montre en relais mixte |         | Edoardo Affini | Belgique | Hasselt     |

## Classement UCI par équipes
Le classement UCI par équipes se calcule en comptabilisant les points des 20 meilleurs coureurs de l'équipe. Ce classement est calculé avec les points acquis lors de l'année civile. Au terme d'une période de trois ans (2023-2025), les dix-huit meilleures équipes recevront une licence World Tour pour la prochaine période (2026-2028).
| Classement UCI (par équipes) au 20 octobre 2024. | Classement UCI (par équipes) au 20 octobre 2024. | Classement UCI (par équipes) au 20 octobre 2024. | Classement UCI (par équipes) au 20 octobre 2024. | Classement UCI (par équipes) au 20 octobre 2024. |
| #                                                | Équipe                                           | 2024                                             | Diff.                                            |                                                  |
| ------------------------------------------------ | ------------------------------------------------ | ------------------------------------------------ | ------------------------------------------------ | ------------------------------------------------ |
| 1                                                | UAE Team Emirates                                | 37407,60                                         | -                                                |                                                  |
| 2                                                | Team Visma-Lease a Bike                          | 20427,98                                         | 16979,62                                         |                                                  |
| 3                                                | Soudal Quick-Step                                | 18153,97                                         | 2274,01                                          |                                                  |
| 4                                                | Lidl-Trek                                        | 17989,00                                         | 164,97                                           |                                                  |
| 5                                                | Red Bull-Bora-Hansgrohe                          | 16894,33                                         | 1094,67                                          |                                                  |
| 6                                                | Decathlon AG2R La Mondiale                       | 15930,84                                         | 963,39                                           |                                                  |
| 7                                                | Ineos Grenadiers                                 | 15547,97                                         | 382,87                                           |                                                  |
| 8                                                | Alpecin-Deceuninck                               | 15020,00                                         | 527,97                                           |                                                  |
| 9                                                | Lotto Dstny                                      | 12579,29                                         | 2440,71                                          |                                                  |
| 10                                               | Groupama-FDJ                                     | 12357,00                                         | 222,29                                           |                                                  |
| 11                                               | Israel-Premier Tech                              | 11723,33                                         | 633,67                                           |                                                  |
| 12                                               | EF Education-EasyPost                            | 11594,95                                         | 128,38                                           |                                                  |
| 13                                               | Movistar Team                                    | 10879,00                                         | 715,95                                           |                                                  |
| 14                                               | Jayco AlUla                                      | 10625,30                                         | 253,70                                           |                                                  |
| 15                                               | Intermarché-Wanty                                | 9915,00                                          | 710,30                                           |                                                  |
| 16                                               | Team dsm-firmenich PostNL                        | 9646,63                                          | 268,37                                           |                                                  |
| 17                                               | Bahrain Victorious                               | 9547,16                                          | 99,47                                            |                                                  |
| 18                                               | Uno-X Mobility                                   | 8938,67                                          | 608,49                                           |                                                  |
| 19                                               | Arkéa-B&B Hotels                                 | 8735,00                                          | 203,67                                           |                                                  |
| 20                                               | Cofidis                                          | 7889,84                                          | 845,16                                           |                                                  |
| 21                                               | Astana Qazaqstan Team                            | 6563,24                                          | 1326,60                                          |                                                  |
| 22                                               | Tudor Pro Cycling Team                           | 5753,33                                          | 809,91                                           |                                                  |

| Liste des vingt coureurs marquant des points pour le classement UCI par équipes 2024. | Liste des vingt coureurs marquant des points pour le classement UCI par équipes 2024. | Liste des vingt coureurs marquant des points pour le classement UCI par équipes 2024. |
| #                                                                                     | Coureur                                                                               | Points                                                                                |
| ------------------------------------------------------------------------------------- | ------------------------------------------------------------------------------------- | ------------------------------------------------------------------------------------- |
| 1                                                                                     | Jonas Vingegaard                                                                      | 3536,00                                                                               |
| 2                                                                                     | Wout van Aert                                                                         | 2925,00                                                                               |
| 3                                                                                     | Matteo Jorgenson                                                                      | 2702,14                                                                               |
| 4                                                                                     | Olav Kooij                                                                            | 1862,14                                                                               |
| 5                                                                                     | Christophe Laporte                                                                    | 1512,00                                                                               |
| 6                                                                                     | Tiesj Benoot                                                                          | 1240,00                                                                               |
| 7                                                                                     | Attila Valter                                                                         | 1023,00                                                                               |
| 8                                                                                     | Jan Tratnik                                                                           | 964,00                                                                                |
| 9                                                                                     | Wilco Kelderman                                                                       | 908,14                                                                                |
| 10                                                                                    | Bart Lemmen                                                                           | 692,00                                                                                |
| 11                                                                                    | Per Strand Hagenes                                                                    | 654,00                                                                                |
| 12                                                                                    | Sepp Kuss                                                                             | 591,00                                                                                |
| 13                                                                                    | Edoardo Affini                                                                        | 580,14                                                                                |
| 14                                                                                    | Cian Uijtdebroeks                                                                     | 327,00                                                                                |
| 15                                                                                    | Tim van Dijke                                                                         | 306,14                                                                                |
| 16                                                                                    | Koen Bouwman                                                                          | 203,14                                                                                |
| 17                                                                                    | Mick van Dijke                                                                        | 183,14                                                                                |
| 18                                                                                    | Johannes Staune-Mittet                                                                | 119,00                                                                                |
| 19                                                                                    | Steven Kruijswijk                                                                     | 65,00                                                                                 |
| 20                                                                                    | Robert Gesink                                                                         | 35,00                                                                                 |
| TOTAL                                                                                 | TOTAL                                                                                 | 20427,98                                                                              |

| Classement UCI (par équipes) pour les années 2023 et 2024. | Classement UCI (par équipes) pour les années 2023 et 2024. | Classement UCI (par équipes) pour les années 2023 et 2024. | Classement UCI (par équipes) pour les années 2023 et 2024. | Classement UCI (par équipes) pour les années 2023 et 2024. | Classement UCI (par équipes) pour les années 2023 et 2024. |
| #                                                          | Équipe                                                     | 2023                                                       | 2024                                                       | Total                                                      | Diff.                                                      |
| ---------------------------------------------------------- | ---------------------------------------------------------- | ---------------------------------------------------------- | ---------------------------------------------------------- | ---------------------------------------------------------- | ---------------------------------------------------------- |
| 1                                                          | UAE Team Emirates                                          | 30963,18                                                   | 37407,60                                                   | 68370,78                                                   | -                                                          |
| 2                                                          | Team Visma-Lease a Bike                                    | 29654,45                                                   | 20427,98                                                   | 50082,43                                                   | 18288,35                                                   |
| 3                                                          | Soudal Quick-Step                                          | 18702,85                                                   | 18153,97                                                   | 36856,82                                                   | 13225,61                                                   |
| 4                                                          | Lidl-Trek                                                  | 16054,45                                                   | 17989,00                                                   | 34043,45                                                   | 2813,37                                                    |
| 5                                                          | Ineos Grenadiers                                           | 17760,93                                                   | 15547,97                                                   | 33308,90                                                   | 734,55                                                     |
| 6                                                          | Red Bull-Bora-Hansgrohe                                    | 13325,13                                                   | 16894,33                                                   | 30219,46                                                   | 3089,44                                                    |
| 7                                                          | Alpecin-Deceuninck                                         | 14519,25                                                   | 15020,00                                                   | 29539,25                                                   | 680,21                                                     |
| 8                                                          | Groupama-FDJ                                               | 14834,51                                                   | 12357,00                                                   | 27191,51                                                   | 2347,74                                                    |
| 9                                                          | Lotto Dstny                                                | 14112,83                                                   | 12579,29                                                   | 26692,12                                                   | 499,39                                                     |
| 10                                                         | Bahrain Victorious                                         | 15787,81                                                   | 9547,16                                                    | 25334,97                                                   | 1357,15                                                    |
| 11                                                         | Decathlon AG2R La Mondiale                                 | 9096,00                                                    | 15930,84                                                   | 25026,84                                                   | 308,13                                                     |
| 12                                                         | EF Education-EasyPost                                      | 11818,69                                                   | 11594,95                                                   | 23413,64                                                   | 1613,20                                                    |
| 13                                                         | Movistar Team                                              | 10989,53                                                   | 10879,00                                                   | 21868,53                                                   | 1545,11                                                    |
| 14                                                         | Israel-Premier Tech                                        | 10022,00                                                   | 11723,33                                                   | 21745,33                                                   | 123,20                                                     |
| 15                                                         | Jayco AlUla                                                | 10737,65                                                   | 10625,30                                                   | 21362,95                                                   | 382,38                                                     |
| 16                                                         | Intermarché-Wanty                                          | 10492,28                                                   | 9915,00                                                    | 20407,28                                                   | 955,67                                                     |
| 17                                                         | Team dsm-firmenich PostNL                                  | 9102,20                                                    | 9646,63                                                    | 18748,83                                                   | 1658,45                                                    |
| 18                                                         | Cofidis                                                    | 10437,41                                                   | 7889,84                                                    | 18327,25                                                   | 421,58                                                     |
| 19                                                         | Arkéa-B&B Hotels                                           | 7229,00                                                    | 8735,00                                                    | 15964,00                                                   | 2363,25                                                    |
| 20                                                         | Uno-X Mobility                                             | 6569,00                                                    | 8938,67                                                    | 15507,67                                                   | 456,33                                                     |
| 21                                                         | Astana Qazaqstan Team                                      | 7044,44                                                    | 6563,24                                                    | 13607,68                                                   | 1899,99                                                    |
| 22                                                         | TotalEnergies                                              | 5765,00                                                    | 4897,00                                                    | 10662,00                                                   | 2945,68                                                    |

## Classement UCI individuel en fin de saison
| 7   | Jonas Vingegaard   | 3536,00 |
| 10  | Wout van Aert      | 2925,00 |
| 13  | Matteo Jorgenson   | 2702,14 |
| 33  | Olav Kooij         | 1862,14 |
| 45  | Christophe Laporte | 1512,00 |
| 65  | Tiesj Benoot       | 1240,00 |
| 85  | Attila Valter      | 1023,00 |
| 96  | Jan Tratnik        | 964,00  |
| 104 | Wilco Kelderman    | 908,14  |
| 143 | Bart Lemmen        | 692,00  |

| 153  | Per Strand Hagenes     | 654,00 |
| 168  | Sepp Kuss              | 591,00 |
| 173  | Edoardo Affini         | 580,14 |
| 277  | Cian Uijtdebroeks      | 327,00 |
| 299  | Tim van Dijke          | 306,14 |
| 426  | Koen Bouwman           | 203,14 |
| 466  | Mick van Dijke         | 183,14 |
| 612  | Johannes Staune-Mittet | 119,00 |
| 906  | Steven Kruijswijk      | 65,00  |
| 1326 | Robert Gesink          | 35,00  |

| 1369 | Milan Vader        | 34,00 |
| 1428 | Ben Tulett         | 30,00 |
| 1428 | Loe van Belle      | 30,00 |
| 1713 | Dylan van Baarle   | 20,00 |
| 1841 | Julien Vermote     | 18,00 |
| 2284 | Thomas Gloag       | 9,00  |
| 2397 | Tosh Van der Sande | 6,00  |
| -    | Michel Hessmann    | 0,00  |